# بوب براش
بوب براش (بالإنجليزية: Bob Brush)‏ هو لاعب كرة قاعدة أمريكي، ولد في 8 مارس 1875 في أوسيدج في الولايات المتحدة، وتوفي في 23 أبريل 1944 في سان بيرناردينو في الولايات المتحدة.

## وصلات خارجية
- بوب براش على موقعبيزبول رفرنس.كوم (الدوري الرئيسي) (الإنجليزية)
- بوب براش على موقعبيزبول رفرنس.كوم (الدوري الثانوي) (الإنجليزية)